# Katolická univerzita v Toulouse
Katolická univerzita v Toulouse (Institut catholique de Toulouse, Toulouse Catholic University) je soukromou vysokou školou ve Francii, založenou v roce 1876 a navazující na tradici toulouského vysokého učení, založeného roku 1229 s přispěním svatého Dominika.

## Součásti ICT

### Fakulty
- Právnická fakulta
- Filozofická fakulta
- Teologická fakulta
- Humanitní fakulta
- Fakulta kanonického práva

### Univerzitní instituty
- Institut náboženských a teologických věd (Institut de sciences et de théologie des religions, ISTR)
- Institut náboženského umění a hudby (Institut des arts et musique sacrée, IAMS)
- Institut náboženských a pastorálních studií (Institut d'études religieuses et pastorales, IERP)
- Univerzitní institut francouzského jazyka a kultury (Institut universitaire de langue et de culture françaises, IULCF)
- Institut pro nábor a formaci katolického vyučování (Institut de recrutement et de formation de l'enseignement catholique, IRFEC) pro formaci vyučujících na základních a středních školách
- Institut formace a výzkumu v oblasti zdravotnické a sociální práce (Institut de formation et de recherche en animation sanitaire et sociale, IFRASS) (vychovavatelé, zdravotnický pomocný personál, péče o děti)
- Institut pro rozvoj a poradenství v oblasti podnikání (Institut pour le développement et le conseil d'entreprise, IIDCE)
- Katolický institut řemesel a uměleckých řemesel v Toulouse (Institut catholique d'arts et métiers de Toulouse, ICAM Toulouse)

### Vyšší odborné školy začleněné do ICT
- Novinářská škola v Toulouse (École de journalisme de Toulouse, EJT)
- Inženýrská škola Purpan (École d'ingénieurs de Purpan, EIP)
- Vyšší odborná škola pro kvalitu, životní prostředí, bezpečnost a zdravotní péči v podnikání (École Supérieure pour la Qualité, l'Environnement, la Sécurité et la Santé en Entreprise, ESQESE)

## Seznam rektorů ICT
- Mons. Jean-Baptiste Caussette (1877 - 1880)
- Mons. Auguste Lamothe-Tenet (1880 - 1894)
- Mons. Duilhé de Saint Projet (1894 - 1897)
- Mons. Pierre Batiffol (1897 - 1906)
- Mons. Germain Breton (1908 - 1931)
- Mons. Bruno de Solages (1931 - 1964)
- Mons. Xavier Ducros (1964 - 1975)
- Mons. Pierre Eyt (1975 - 1981)
- R.P. Jacques Dutheil, O.F.M. (1981 - 1993)
- Mons. André Dupleix (1993 - 2000)
- Mons. Claude Bressolette (2000 - 2004)
- Mons. Pierre Debergé (2004 - 2013)
- R.P. Luc-Thomas Somme, O.P. (2013 - 2018) [1]
- Mons. Christian Delarbre (2018 - )[2]